# Khalkhal e Kowsar (circoscrizione elettorale)
La Circoscrizione di Khalkhal e Kowsar è un collegio elettorale iraniano istituito per l'elezione dell'Assemblea consultiva islamica. 

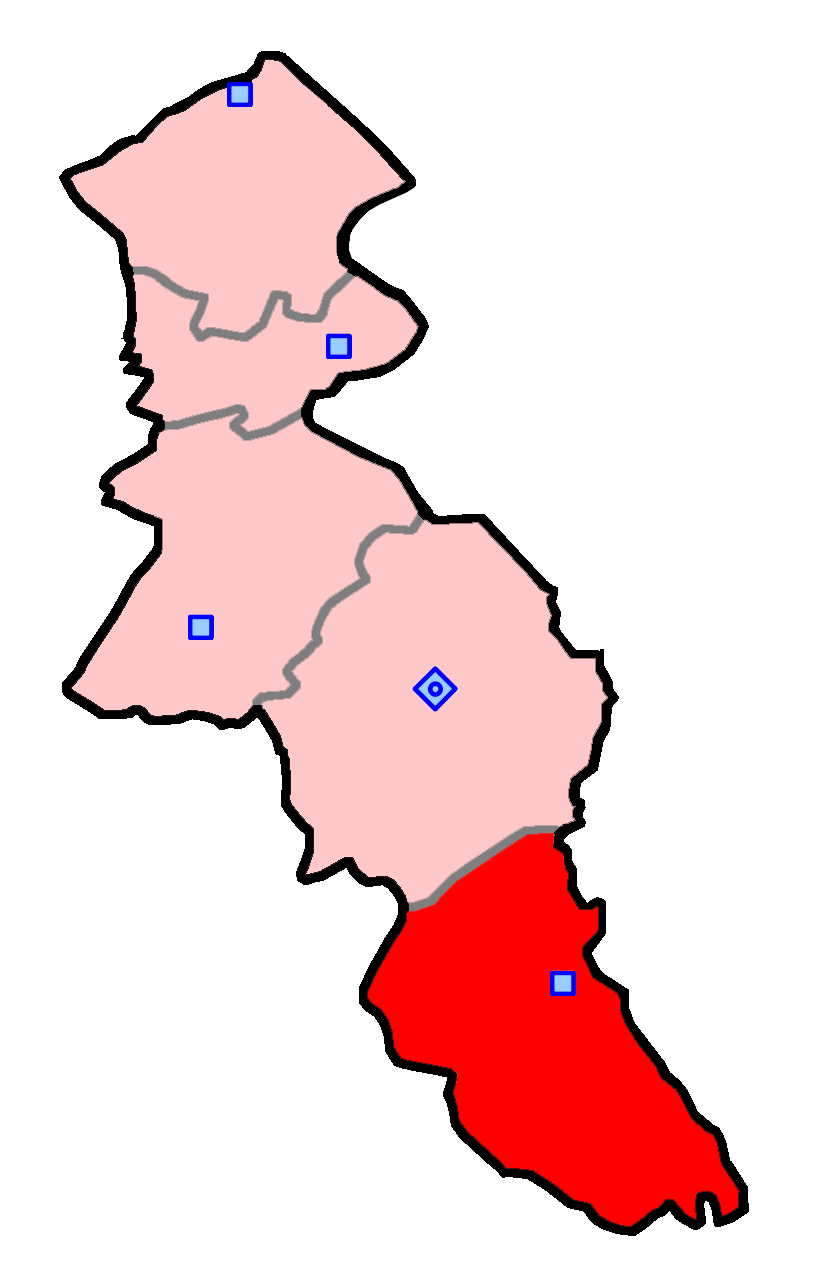
La circoscrizione di Khalkhal e Kowsar, all'interno della Provincia di Ardabil

## Elezioni
| Elezioni parlamentari in Iran del 2016 | Elezioni parlamentari in Iran del 2016 | Elezioni parlamentari in Iran del 2016 | Elezioni parlamentari in Iran del 2016 | Elezioni parlamentari in Iran del 2016 | Elezioni parlamentari in Iran del 2016 | Elezioni parlamentari in Iran del 2016 |
| #                                      | Candidato                              | Lista(e)                               | Lista(e)                               | Lista(e)                               | Voti                                   | %                                      |
| -------------------------------------- | -------------------------------------- | -------------------------------------- | -------------------------------------- | -------------------------------------- | -------------------------------------- | -------------------------------------- |
|                                        | Bashir Khaleghi                        | Indipendente                           |                                        |                                        | 19,120                                 |                                        |